# TIKI BUN/샤바다바 두~/미카에리 비진
《TIKI BUN/샤바다바 두~/미카에리 비진》(TIKI BUN/シャバダバ ドゥ～/見返り美人 TIKI BUN/샤바다바 두~/되돌아 본 미인[*])는 2014년 10월 15일 발매된 모닝구무스메'14의 쉰일곱 번째 싱글이다.

## 개요
- 모닝구무스메의 두 번째 트리플 A 사이드 (A면) 싱글.
- 미치시게 사유미의 마지막 참가 싱글.
- 초회한정반 A, B, C, D, 통상반 A, B의 6 형태로 발매.
- 초회한정반 A, B, C에는 DVD가 같이 수록되고 있다.
- 모든 초회한정반에는 이벤트 추첨 일련 번호 카드가 봉입되고 있다.

## 수록곡

### CD
1. TIKI BUN
작사, 작곡 : 층쿠 / 편곡 : 오쿠보 카오루
2. シャバダバ ドゥ～
작사, 작곡 : 층쿠 / 편곡 : 다나카 나오 / 노래 : 미치시게 사유미
3. 見返り美人
작사 : 이시하라 신이치 / 작곡 : 겐 테츠야 / 편곡 : 스즈키 슌스케 / 노래 : 후쿠무라 미즈키, 이쿠타 에리나, 사야시 리호, 스즈키 카논, 이이쿠보 하루나, 이시다 아유미, 사토 마사키, 쿠도 하루카, 오다 사쿠라
4. TIKI BUN (Instrumental)
5. シャバダバ ドゥ～ (Instrumental)
6. 見返り美人 (Instrumental)

### DVD
초회한정반 A
1. TIKI BUN (Music Video)

초회한정반 B
1. シャバダバ ドゥ～ (Music Video)

초회한정반 C
1. 見返り美人 (Music Video)

초회한정반 D
1. TIKI BUN (Dance Shot Ver.)
2. TIKI BUN (메이킹 영상)

## 차트
- 일간최고순위 2위 (오리콘 차트)
- 주간최고순위 2위 (오리콘 차트)